# Ślizów (przystanek kolejowy)
Ślizów – nieczynny przystanek osobowy, na zlikwidowanej linii kolejowej nr 317, w miejscowości Ślizów, w województwie dolnośląskim, w powiecie oleśnickim, w gminie Syców, w Polsce.